# Efferia latruncula
Efferia latruncula är en tvåvingeart som först beskrevs av Samuel Wendell Williston  1885.  Efferia latruncula ingår i släktet Efferia och familjen rovflugor. Inga underarter finns listade i Catalogue of Life.